# Odontorhabdus teretiscapus
Odontorhabdus teretiscapus är en skalbaggsart som beskrevs av Aurivillius 1928. Odontorhabdus teretiscapus ingår i släktet Odontorhabdus och familjen långhorningar.
Artens utbredningsområde är Samoa. Inga underarter finns listade i Catalogue of Life.